# Пиржол
Пиржол (рум. Pârjol) — село у повіті Бакеу в Румунії. Адміністративний центр комуни Пиржол.
Село розташоване на відстані 242 км на північ від Бухареста, 24 км на захід від Бакеу, 97 км на південний захід від Ясс, 129 км на північний схід від Брашова.

## Населення
За даними перепису населення 2002 року у селі проживали 928 осіб.
Національний склад населення села:
| Національність | Кількість осіб | Відсоток |
| -------------- | -------------- | -------- |
| румуни         | 920            | 99,1%    |
| угорці         | 8              | 0,9%     |

Рідною мовою назвали:
| Мова      | Кількість осіб | Відсоток |
| --------- | -------------- | -------- |
| румунську | 923            | 99,5%    |
| угорську  | 5              | 0,5%     |